# Rheumaptera hedemannaria
Rheumaptera hedemannaria là một loài bướm đêm trong họ Geometridae.